# Pożegnanie Ojczyzny
Polonez a-moll „Pożegnanie Ojczyzny” (fr. Polonaise „Les adieux à la Patrie”), znany jako Polonez Ogińskiego – polonez fortepianowy w tonacji a-moll przypisywany Michałowi Kleofasowi Ogińskiemu. Jeden z najbardziej znanych polskich polonezów.

## Kwestia autorstwa

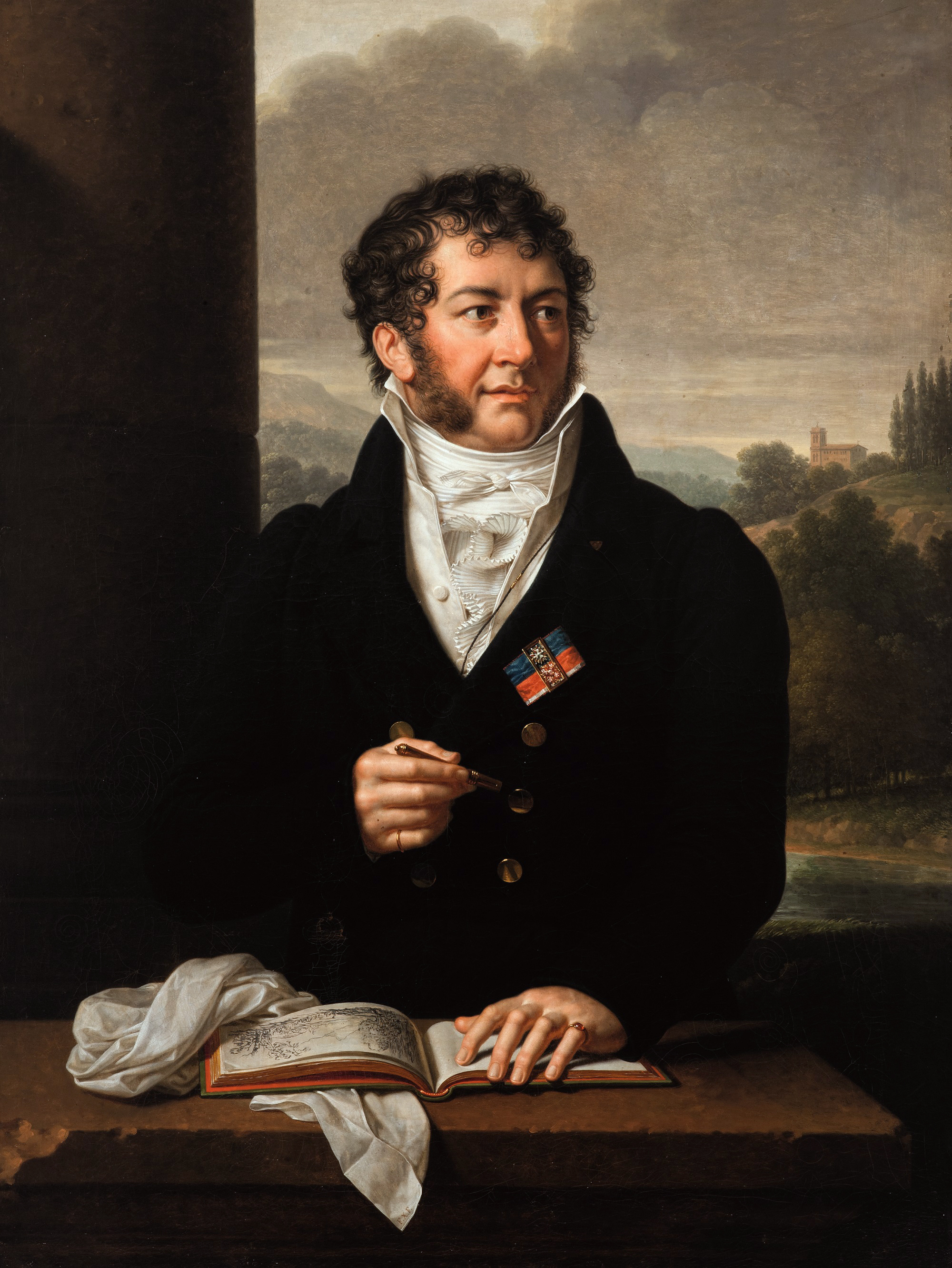
Michał Kleofas Ogiński, rzekomy kompozytor poloneza „Pożegnanie Ojczyzny”

W powszechnej świadomości polonez uchodzi za dzieło Michała Kleofasa Ogińskiego. On sam jednak nigdy nie wspomniał o skomponowaniu tego utworu, choć wzmiankował inne swoje dzieła. Nie istnieje autograf tej kompozycji. Polonez miał zostać napisany i wydany drukiem w roku 1794, w roku insurekcji kościuszkowskiej, której uczestnikiem był Ogiński i po której był zmuszony wyjechać z Polski. W rzeczywistości Ogiński napisał wówczas marsza wojskowego, a nie poloneza. Najstarszy przekaz utworu pochodzi z 1829 roku i został wydany anonimowo w tonacji g-moll w wersji na siedmiostrunową gitarę rosyjską przez Andrieja Sychrę. W wersji na fortepian polonez został opublikowany około 1831 roku przez Kacpra Napoleona Wysockiego. 
Pierwsza publikacja poloneza z nazwiskiem Ogińskiego ukazała się około 1830–1836 roku. Była to wersja na gitarę sześciostrunową, przygotowana przez Ferdynanda Bielińskiego, zatytułowana Les Adieux. Około 1855 roku w Warszawie wydano wersję na fortepian, atrybuowaną Ogińskiemu, w redakcji Ignacego Feliksa Dobrzyńskiego, który wprowadził daleko idące zmiany względem wersji Wysockiego. Pierwsza publikacja poloneza pod tytułem Pożegnanie Ojczyzny pochodzi dopiero z 1859 roku i została przygotowana przez kijowskiego wydawcę Antoniego Kocipińskiego.
Utwór upowszechnił się pod nazwiskiem Ogińskiego. Jego autorstwo w 2023 roku obaliła muzykolog Agnieszka Leszczyńska, stwierdzając, że w świetle znanych źródeł dzieło należy przypisać Kacprowi Napoleonowi Wysockiemu. Wojciech Gurgul w 2024 roku przedstawił argumenty przeciwko autorstwu Wysockiego, jednak bez rozstrzygnięcia, kto skomponował poloneza.

## Charakterystyka ogólna
Należy do gatunku polonezów melancholijnych (a więc nie jest tańcem użytkowym, lecz stylizowanym), powstałego na przełomie XVIII i XIX wieku w okresie sentymentalizmu, kiedy w całej Europie styl klasyczny zaczął ustępować miejsca romantyzmowi. 

## Popularność
Jest to jeden z najbardziej znanych polonezów, zwłaszcza w Polsce, na Ukrainie i na Białorusi, w których jest traktowany jako melodia narodowa. Bywa również wykonywany jako pieśń m.in. do słów napisanych po polsku przez Halinę Szymulską i do białoruskich słów Wiaczesława Szarapowa (w wykonaniu zespołu Piesniary).
W XX wieku Polonez a-moll był powszechnie wykorzystywany w Polsce jako tradycyjna melodia do otwierającego tańca wykonywanego przez maturzystów na rozpoczęcie komersu, a później również na studniówkach.
Polonezem Ogińskiego orkiestra żegnała transatlantyk MS Batory w Gdyni. Wykonywany jest też przy prezentacji organów w Świętej Lipce. Od 2023 roku wykonywany na prezentacjach organów bocznych archikatedry w Gdańsku Oliwie. 
Utwór dał również nazwę pociągowi Polonez, który od 1973 do 2019 roku kursował na trasie Warszawa – Moskwa. Podczas odjazdu z Dworca Białoruskiego w Moskwie z głośników odtwarzana była melodia Poloneza Ogińskiego.
W latach 1991–1993, u zarania niepodległości Białorusi, pojawiały się także projekty uznania „Pożegnania Ojczyzny” za narodowy hymn Białorusi. Jako nieoficjalny hymn melodię Poloneza Ogińskiego wykorzystało Białoruskie Zrzeszenie Wojskowych (БЗВ) podczas składania publicznej przysięgi na wierność Białorusi, które miało miejsce na Placu Niepodległości w Mińsku dnia 8 września 1992 (w rocznicę bitwy pod Orszą z 1514 roku).

## W kulturze
W 1937 roku ukazała się powieść historyczna Antoniego Wysockiego pt. Polonez Ogińskiego (Warszawa, wyd. F. Hoesick).
Utwór ten posłużył jako główny wątek radzieckiego filmu Polonez Ogińskiego (reż. Lew Gołub, prod. Belarusfilm, 1971) o pseudohistorycznej fabule. W czasie okupacji hitlerowskiej poloneza wykonuje na organach organista-Polak, ukrywający się (od września 1939 roku) w białoruskim Zdzięciole i pomagający radzieckim partyzantom. Film przyczynił się do niezwykłej popularności poloneza w krajach byłego ZSRR.
Polonez był wykorzystywany również w polskich filmach, m.in. w Popiele i diamencie (reż. Andrzej Wajda, 1958), Matce swojej matki (reż. Robert Gliński, 1996) oraz Sali samobójców (reż. Jan Komasa, 2011).

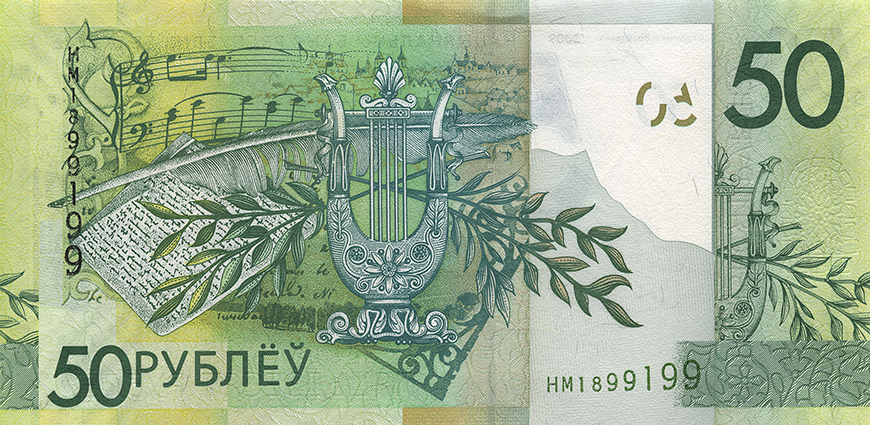

## Numizmatyka
Fragment szóstego taktu poloneza został przedstawiony w kolażu na odwrocie banknotu o nominalnej wartości 50 białoruskich rubli w 2009 roku.